# NGC 6712
NGC 6712 (другое обозначение — GCL 103) — шаровое скопление в созвездии Щит. Находится в 23 тысячах световых лет от Земли. Содержит порядка 1 миллиона звёзд.
Этот объект входит в число перечисленных в оригинальной редакции «Нового общего каталога».

## Открытие
Вероятно, впервые скопление обнаружил Гийом Лежантиль 9 июля 1749 года при исследовании звезд Млечного Пути в созвездии Орла. Он описал его как «истинную туманность», в отличие от наблюдаемого им звездного скопления M11. Самостоятельно открыто Уильямом Гершелем 16 июня 1784 года и каталогизировано, как H I.47. Гершель первоначально описал скопление как круглую туманность, и только Джон Гершель во время его наблюдений 1830-х годах впервые отметил, что это шаровое звёздное скопление.

## Современные исследования
При изучении скопления с помощью VLT-телескопа в Европейской южной обсерватории, астрономы пришли к выводу, что скопление медленно разрушается, постоянно теряя слабые маломассивные члены в галактическом гало. Это происходит в результате гравитационного воздействия плоскости и ядра некой галактики, мимо которой шаровое скопление NGC 6712 пролетело всего несколько миллионов лет назад.